# Рес, Катарина Фелиция ван
Катарина Фелиция ван Рес (нидерл. Catharina Felicia van Rees, известная также под псевдонимом Целестина; 22 августа 1831, Зютфен — 28 марта 1915, Фелп) — нидерландская писательница, композитор и активистка-феминистка. Никогда не жившая в Южной Африке, она вошла в историю страны как автор одного из первых гимнов ЮАР.

## Биография

### 1831—1869
Младшая дочь в многодетной семье Рихардуса ван Реса (в разных источниках — либо налогового инспектора, либо нотариуса?) и Констанции Вильгельмины Пипер.
Отец умер, когда ей было всего 7 лет. О семье заботился холостой брат её матери; он, в частности, занимался образованием Катарины и помог ей развить музыкальный талант. Уже с 5-летнего возраста она сочиняла произведения для фортепиано, а с 18 лет сама исполняла свои произведения. В 1855 г. произошло решающее для её жизни событие: в Утрехте была поставлена её комическая опера «Дебютанты» для небольшой частной аудитории. По настоянию матери, которая считала, что заниматься музыкой — ниже их достоинства, она вынуждена была отказаться от предложения поехать учиться музыке в Париж.
В 1862—1867 годах Катарина жила у известной меценатки и общественной деятельницы Жанны Меркус близ Арнема. Поскольку ей, как незамужней женщине, в тогдашних условиях было трудно обеспечить существование, занимаясь только композиторской деятельностью, Катарина посвятила себя защите прав женщин, начав выступать за расширение их прав на образование и занятие различными профессиями. С этого времени она с занятий музыкой переключилась на развитие своей писательской карьеры. В серии статей для газеты «Зеркало времени» она затронула проблему положения незамужних женщин.

### 1870—1889
В 1870 г. она выступила с памфлетом об эмансипации, написанным в виде открытого письма женщинам Голландии. В нём она выдвинула конкретные предложения: создать больше школ для девочек в рамках голландского среднего образования, аналогично тому, как это было во Франции и в Германии. Она указывала на инициативу редактора «Зеркала времени», Яна Питера де Кейзера, который в 1860 г. основал публичную школу в Арнеме.
Ещё за год до публикации памфлета она переселилась в Германию, где уровень жизни был намного лучше. Из Бонна, где она жила, она продолжала направлять в Голландию на публикацию многочисленные статьи и литературные произведения. В Германии она поддерживала тесные контакты с феминисткой Луизой Отто-Петерс, президентшей Общегерманского союза женщин, нем. Allgemeine Deutsche Frauenverein, и сотрудничала с периодическим изданием союза, «Новые пути», нем. Neue Bahnen. Кроме того, она в 1870—1873 г. активно публиковалась в новом голландском феминистском издании, «Наше призвание», нидерл. Onze Roeping, который редактировала Бетси Перк.
В это же время она написала двухтомный труд о своих путешествиях по югу Франции и Италии, который вышел в 1872 г. под названием «Воспоминания о юге», нидерл. Herinneringen aan het Zuiden.
После прекращения в 1873 г. публикации журнала «Наше призвание» она стала сотрудничать с другим изданием, «Наша цель», нидерл. Ons Streven (1870—1878), однако в нём ей удалось опубликовать всего одну серию статей и критическую заметку о спиритизме в Великобритании. Безуспешной была её попытка создать вместе с де Кейзером новый журнал для женщин, а также редактировать серию книг нидерландских писателей для немецкого издательства «Бон».
Хотя в 1870-е гг. писательство было её основным занятием, она вернулась к написанию музыкальных произведений. По просьбе её давнего знакомого, Томаса Франсуа Бюргерса, 4-го президента Трансвааля (1871—1876), который специально приехал в Бонн для встречи с ней, она написала гимн этой республики. К её разочарованию, в 1876 г. Трансвааль принял другой гимн; кроме того, её мелодию пресса ошибочно приписала другому композитору. Как она сама писала, «„Трансваальская песня“ причинила мне столько страданий, что лучше бы я её и не писала». Лишь в конце XIX в. её песня постепенно получила популярность среди буров и в настоящее время считается одним из символов культурного наследия африканеров.
С конца 1870-х гг. её романы пользуются всё меньшим успехом. В связи с этим она пишет их всё меньше, и в то же время переключается на написание критических статей о композиторах и музыкальных произведениях. В это время она ненадолго возвращается в Голландию.

### 1890—1915
В 1890-е гг. Ван Реес вернулась в Германию, где поселилась в Дармштадте: основной причиной была нехватка денег, так как жизнь в Голландии в то время была дороже. В 1901 г. феминистское движение с размахом отметило её 70-летний юбилей. Деньги, собранные по этому случаю, она решила направить на помощь сражающимся бурам. Из-за проблем со здоровьем она пишет всё меньше и меньше. Умерла в возрасте 83 лет.